# Auferstehungskirche (Neustadt bei Coburg)

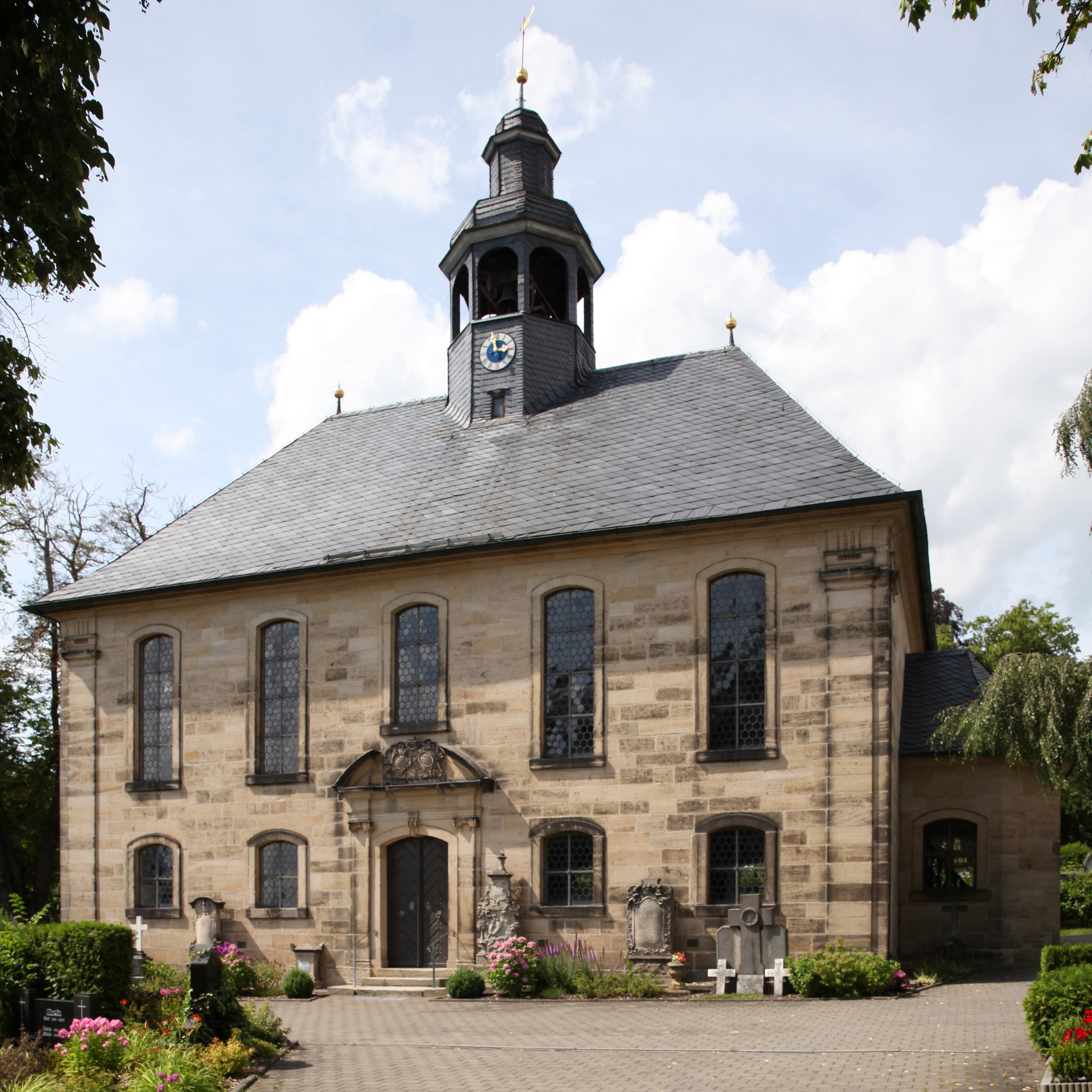
Auferstehungskirche in Neustadt bei Coburg

Die evangelisch-lutherische Auferstehungskirche im oberfränkischen Neustadt bei Coburg wurde im Markgrafenstil errichtet und 1757 als Gottesackerkirche eingeweiht.

## Baugeschichte
Im 17. Jahrhundert wurde der Neustadter Friedhof außerhalb der Stadt an der Eisfelder Straße als Ersatz für den Friedhof um die Stadtkirche angelegt. Als Wetterschutz für die Trauergemeinde existierte anfangs ein Predigerhäuschen. Am 21. Oktober 1754 beauftragte schließlich die Stadt Neustadt den Coburger Hofmaurermeisters Johann Georg Heinrich König mit der Errichtung einer Gottesackerkirche. Die Maurerarbeiten erfolgten durch den Neustadter Georg Martin mit Steinen von dem Muppberg, die Zimmererarbeiten durch die Neustadter Johann Bätz und Johann Martin Jakob und die Dacheindeckung durch den Coburger Schieferdecker Johann Friedrich Bachmann. Der Baubeginn war am 23. April 1755, die Grundsteinlegung am 12. Juni 1755 und der Abschluss der Arbeiten am 17. Mai 1757. Am 9. Oktober 1757 folgte die Einweihung der Kirche durch den Superintendenten Christian Gottlob Friedrich Eyring, der zwei Jahre später in einer Gruft im Altarraum beigesetzt wurde. Die Baukosten betrugen rund 4887 Gulden.
Umfangreiche Sanierungsarbeiten mit einer Entfeuchtung der Umfassungsmauern, einer Neueindeckung des Daches und einem neuen Gestühl fanden 1961 für 60.000 DM Kosten statt. Im selben Jahr erhielt das Gotteshaus den Namen Auferstehungskirche. Die nächsten Instandsetzungsarbeiten mit statischer Sicherung des Kirchenschiffes und des Glockenturmes sowie des Kirchendaches waren 1988.
Im Jahr 2023 übernahm die Stadt Neustadt das Gotteshaus von der evangelischen Gemeinde St. Georg, um die Auferstehungskirche für Trauerfeiern aller Konfessionen oder für Menschen ohne Konfession zur Verfügung zu stellen. 

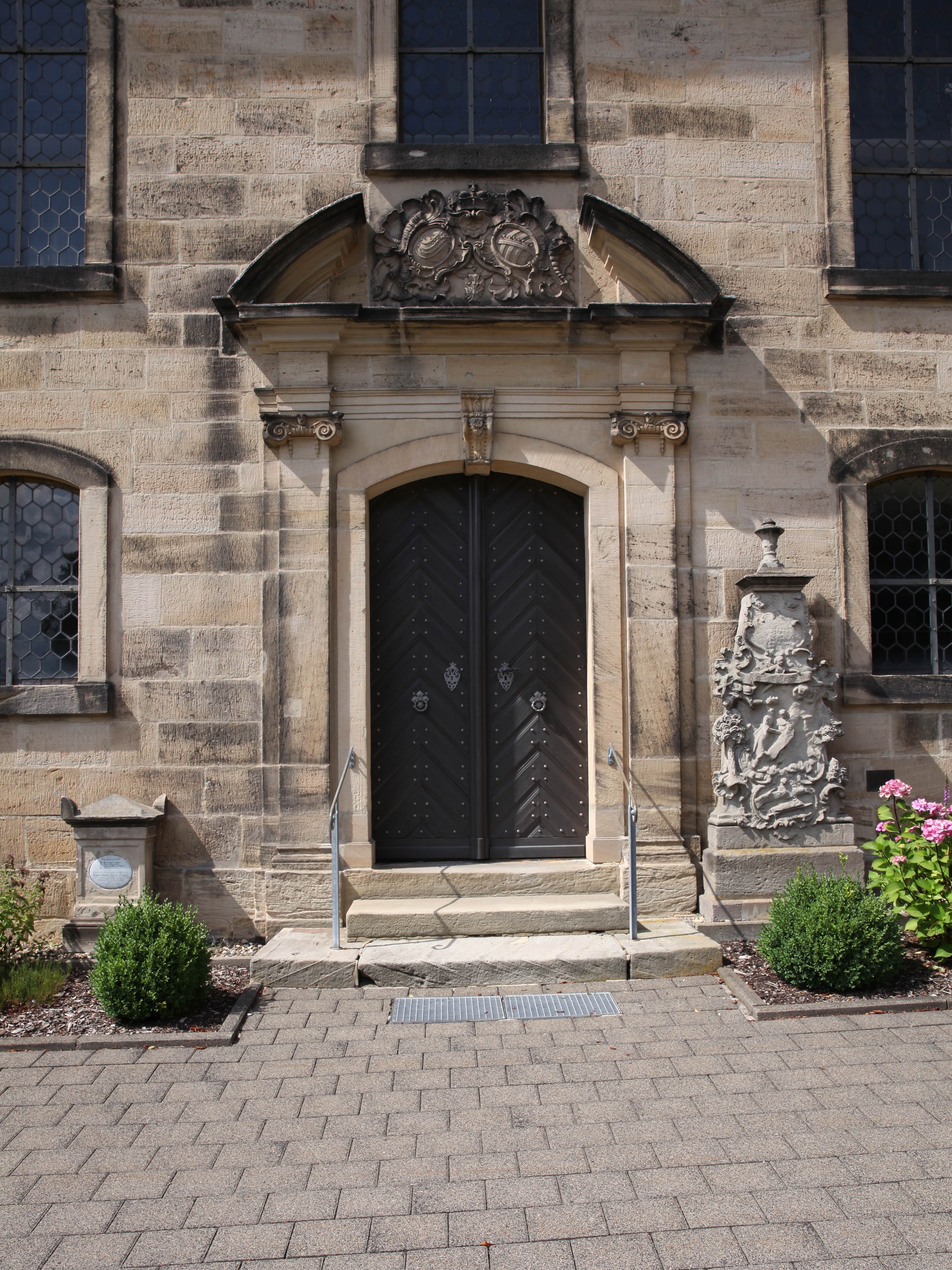
Südportal

## Beschreibung
Die Kirche steht inmitten des ummauerten Neustadter Friedhofs und ist im Ansbacher Markgrafenstil gestaltet. Es ist ein rechteckiger, 17,4 Meter langer und 10,3 Meter Saalbau mit drei zu fünf Achsen und mit einem verschieferten Walmdach auf dem mittig ein achteckiger Dachreiter mit Arkaden und Kuppel angeordnet ist. Im Osten befindet sich der Anbau der 3 Meter langen und 3,6 Meter breiten Sakristei, die von einem Tonnengewölbe überspannt wird. Das Kircheninnere überspannt eine verputzte Flachdecke mit stuckartigen Verzierungen in den Ecken und prägt vor der Ost-Schmalseite ein Kanzelaltar sowie vor den anderen Seiten eine doppelgeschossige, hölzerne Empore. Die Fassade besteht aus Sandsteinquadern. Sie wird in den Kirchhausecken durch dorische Pilaster und in den Seitenwänden durch zwei flachbogige Fensterreihen gegliedert. In der Süd- und Westseite befinden sich mittig je eine Flachbogentür. Die Südtür ist mit einer Konsole im Schlussstein, einfassenden ionischen Pilastern, einem verkröpften Gebälk und mit einem gebrochenen Flachbogengiebel mit den Initialen des Herzogs Franz Josias sowie einem Rautenkranzwappen aufwändig gestaltet.
Kunsthistorisch erwähnenswert ist der aus Lindenholz gefertigte Schalldeckel der Kanzel mit der Figur des auferstandenen Christus mit der Siegesfahne. Es ist ein Werk des Coburger Künstlers Johann Eusebius Kauffmann. Seit 1980 schmückt als sakrales Kunstwerk ein gestifteter Wandteppich der Prager Künstlerin Eva Vajceova den Innenraum. In Raummitte hängt seit 2000 ein Kronleuchter aus Edelstahl und Glas, entworfen von dem Pfarrer Günter-Uwe Thie, mit dem Namen Maranatakrone. Der Leuchter greift das frühere fränkische Brauchtum der Totenkrone aus Metall auf, die als ehrendes Zeichen während des Trauerzuges auf den Sarg gestellt wurde.
Im Dachreiter hängen zwei Glocken, die 1756 bei Johann Andreas Mayer in Coburg gegossen wurden. Die größere Glocke mit 65 Zentimeter ist 290 Pfund schwer und hat den Schlagton „Dis“. Sie trägt das herzogliche Wappen mit dem Namen des Herzogs Franz Josias. Die zweite Glocke hat 55 Zentimeter Durchmesser, eine Masse von 170 Pfund und den Schlagton „Fis“. Die Glocken kosteten 230 Gulden. Sie wurden am 9. Juli 1756 aufgehängt und am folgenden Tag erstmals geläutet.

## Orgel
Die erste Orgel mit zehn Registern auf Manual und Pedal stellte 1810 der Neustadter Orgelbauer Johann Andreas Hofmann aus Teilen der alten Stadtkirchenorgel auf. 1940 wurde im alten Orgelgehäuse ein neues Werk mit pneumatischer Traktur, zwei Manualen, Pedal und zwölf Registern durch die Orgelbaufirma Steinmeyer aus Oettingen eingesetzt. Die Kosten betrugen 6000 RM. Das Gehäuse besteht aus einem fünfteiligen Prospekt mit einem Rundturm in der Mitte, flankiert von niedrigeren Flachfeldern und überhöhten Rechteckfeldern, die seitlich tiefer herabreichen. Mit Blumen geschmücktes, geschnitztes Rankenwerk bildet die Schleier und Gehänge an den Lisenen. 1981 erfolgte eine Überholung der Orgel. Die Kosten betrugen rund 22.000 DM.